# 転嫁行動
転嫁行動（てんかこうどう）とは、ある動物が闘争状況にあるとき、闘争の相手ではなく第三者に向けて攻撃行動を行うことである。
例えば、ニホンザルにおいて優位な個体と劣位な個体が争っているとき、劣位な個体は優位な個体に勝てないことが分かっているため、第三者のさらに劣位な個体に向けて攻撃を転嫁することがある。鳥類や魚類では闘争中の相手ではなく、地面の砂や石などに攻撃が転嫁される。